# Kristian Lodberg
Kristian Lodberg (født 17. januar 1981 i Esbjerg) er en tidligere dansk ishockeyspiller og nuværende reklamemand og ekspertkommentator på tv. Han er nevø til den tidligere Esbjerg Ishockey Klub-profil Erik Lodberg.

## Karriere som spiller
Han startede med at spille ishockey i Esbjerg Ishockey Klub, hvor han også fik sin professionelle debut i 1997. I 2001 skiftede han til Odense Bulldogs, hvor han i årene 2001-2007 både oplevede sportslig succes og opnåede en status som en af de mest populære spillere i klubben. Således gik én af barerne i Odense Isstadion i lang tid under navnet Lodbergs Corner. Med Lodberg på holdet nåede Odense finalen i DM i ishockey i både 2002 og 2003, men tabte begge gange til henholdsvis Rungsted og Herning. Til gengæld vandt klubben med Lodberg på holdet pokalturneringen i både 2003 og 2006.
I 2007 vendte han hjem til barndomsklubben Esbjerg (på det tidspunkt EfB Ishockey), hvor han i 2008 afsluttede sin karriere.
Kristian Lodberg nåede i sin tid som spiller at spiller over 400 kampe og lave over 100 mål i den bedste danske liga. Han har spillet 28 landskampe for Danmark, hvor han står noteret for 15 mål.

## Karriere uden for isen
Kristian Lodberg dimitterede som cand. mag. i Medievidenskab og Dansk Litteratur fra Syddansk Universitet i 2008 og har siden arbejdet med forretningsudvikling. Han har også arrangeret showkampe med klublegender i Odense i 2012 og i Esbjerg 2013, ligesom han har været til at udvikle kampagner til fordel for Movember-organisationen. I 2015 var han en del af Berlingskes Top 100, der hvert år kårer de 100 største talenter i dansk erhvervsliv. 
Siden 2011 har han været selvstændig brandstrateg og fra november 2020 er han også startet som kontaktdirektør hos Banyo - Digital Agency.
Sideløbende med sin erhvervskarriere, har Kristian Lodberg været tilkoblet TV2 Sport som ekspertkommentator i ishockey, hvor han har kommenteret OL i 2010 og 2014, samt VM i 2015, 2016, 2017 og VM i ishockey 2018.